# Giorgio Serventi
Marco Giorgio Enrico Serventi (Ponti, 27 aprile 1777 – Torino, 18 marzo 1856) è stato un militare e politico italiano, che fu senatore del Regno di Sardegna dal 3 aprile 1848 al 18 marzo 1856. Insignito della Croce di Milite dell'Ordine militare di Savoia e della Gran croce dell'Ordine dei Santi Maurizio e Lazzaro.

## Biografia
Figlio di Marcantonio Serventi e di Anna Zundeler, nacque a Ponti il 27 aprile 1777. Arruolatosi nell'Armata sarda il 25 febbraio 1793 come allievo delle regie Scuole d'Artiglieria e Fortificazione, fu promosso sottotenente del Corpo Reale d'Artiglieria il 1 maggio 1794, partecipando alla campagna contro i francesi del 1794-1795 in forza all'Armata di Ceva. Dopo aver combattuto contro i francesi nel 1799, prese parte alla campagna d'Italia del 1800 combattuta con gli alleati austriaci. 
Passato al servizio dei francesi come tenente in seconda nel 1800, fu insignito della Croce di Cavaliere della Legion d'onore, si congedò come tenente comandante dell'artiglieria della guardia imperiale nel settembre 1814. Dopo la restaurazione il 1 ottobre 1814 rientrò in servizio nel Corpo Reale d'Artiglieria, venendo promosso tenente in prima il 18 novembre e capitano in seconda l'8 aprile 1815. Distintosi il 24 novembre di quell'anno durante l'incendio di Torino, fu decorato con la Croce di Milite dell'Ordine militare di Savoia e promosso capitano in prima della Brigata d'artiglieria il 22 maggio 1816.
Divenuto maggiore il 29 settembre 1820, fu insignito del titolo di Cavaliere dell'Ordine dei Santi Maurizio e Lazzaro per distinti servigi il 12 dicembre 1820. Nel corso dei Moti del 1821 combatte nelle file dell'Armata reale a Novara l'8 aprile 1821. Tenente colonnello dal 26 gennaio 1826, anzianità di colonnello dal 19 maggio 1831, colonnello comandante il personale 29 agosto 1831, fu promosso maggior generale e ispettore del materiale a disposizione del ministro (15.1.1833).
Nominato Presidente del congresso permanente d'artiglieria il 23 agosto 1840, ottenne da re Carlo Alberto di Savoia il titolo di barone trasmissibile ai discendenti maschi, conferitogli il 28 dicembre 1847. Promosso tenente generale il 15 febbraio 1848 fu nominato senatore del Regno di Sardegna il 3 aprile dello stesso anno, venendo posto in pensione con stipendio di 8.000 lire l'anno il 3 aprile 1850. Nominato Cavaliere di Gran croce dell'Ordine dei Santi Maurizio e Lazzaro il 15 aprile 1850, si spense a Torino il 18 marzo 1856.

### Fonti
1. 1 2 3 4 5  Ilari, Shamà 2008, p. 470.
2. 1 2 3 4 5 6 7 8 9  Ilari, Shamà 2008, p. 471.